# Barna Ilona (modell)
Barna Ilona ismert nevén Barna Inci (Jászfényszaru, 1955. október 2. –) magyar modell, manöken, fotóművész.
A '80-as évek (1978-1994) egyik kiemelkedő modellje, illetve manökenje. A Sztár (üdítőital) reklámarca, 1984-1985 évben naptár, illetve utcai plakátja jelent meg.

## Életútja
Általános-, közép-, gyors- és gépíróiskolai tanulmányait Szolnok és Heves megyében végezte el. 1977-ben elhelyezkedett az Ez a Divat főszerkesztőségénél, Zsigmond Márta főszerkesztő titkárnője lett. 1978. Vidám Színpad, Gazdasági Igazgató titkárnőjeként dolgozott. 
1978-ban vizsgázott le az Állami Artistaképző Intézet manöken- és fotómodell szakán. 
Plakátokon, címlapokon és naptárakon találkozhattunk fotóival. Rendszeresen szerepelt az Ez a Divat, a Füles, az Ifjúsági Magazin, a Lobogó, a Kismama, a Nők Lapja címlapjain és az Átváltoztatjuk Magazin borítóján is. Folyamatosan kapott felkéréseket divatbemutatókra, a Rotschild Szalon (Rotschild Klára), ami később Clára Szalon nevet kapta, Rusai Magda volt a divattervező, Vámos Magda (divattervező) a Magyar Divat Intézet, Skála Budapest Nagyáruház, Corvin Áruház, Csendithy Ferenc, Luxus Áruház, Kék-Duna Szalon, Budapest Szalon Borszéki Zita divattervező vagy a minden évben megrendezett Pécsi, Budapesti Nemzetközi Vásárokon és még sorolhatnánk tovább, beleértve a külföldön rendezett divatbemutatókat Moszkvában, Leningrádban, Prágában, Münchenben, Kuwaitban.
1981-1992-ig élettársa de Hegyessy Lajos magyar-belga származású üzletember volt. 1986-ban megszületett közös gyermekük, de Hegyessy Viktor László, aki a Gustave Eiffel Lycée Français de Budapest tanulmányai után, 2010-ben a McDaniel College közgazdász szakán diplomázott le, majd 2013-ban ösztöndíjjal felvették az ELTE Filmacademy operatőri szakára. 1990-ben kiköltözött a család a francia Riviérára, Saint-Tropez városába. 1995: a BI et KI Kft. export-import társtulajdonosa. 1996: LA MODE Fotómodell- és Manökenképző Stúdió társtulajdonosa. 2021- 2022 Art Deco News Galéria Saint Tropez, France.

## Fotósként
2006-tól BIPHOTO, BIPHOTONEWS Saint-Tropezból közvetlenül publikálja fotóit, filmriportjait.
Szabadfoglalkozású fotóriporter, fényképezés a foglalkozása. 2015. évtől BIPH'Art néven a digitális festészet a hobbija.
A fontosabb események fotózása, közvetítése: 
- 2010. Capri Hollywood Filmfesztivál / fotó
- 2014-2015. Le Chateau de Grosbois, Franciaország Didier Lacote Le Trot, Cour FUSCHIA versenyistállóról készült riportfilm / katalógus / fotókönyv
- 2014-2018. Vitorlázó versenyek, Voiles de Saint-Tropez, fotó / film
- 2014-2018. Bravade, Nemzeti Ünnep, Saint-Tropez, fotó / film
- 2014-2019. 68-72. Film Fesztival Cannes, fotó / film
- 2014. Noémi Vészabó író, festő könyvének hátsó borító / portré
- 2015. Monte-Carlo Polo Cup, Madleine Couture Fashion Show/Divatbemutató, fotó / film
- 2015. UNOPIU'Magasine france/italy / fotó
- 2015. David de Nardi guitarist, singer concert Saint-Tropez, France fotó / film
- 2015. FIGHT-NIGHT Jerome le Banner K1, KICK BOXING Saint Tropez, Franciaország, fotó / film
- 2016. TorTúra című film / Rendező: Gerebics Sándor - Werk fotó / film - Pilis Hungary
- 2016-2018. Paloznaki Jazzpiknik, Balaton Magyarország, fotó / film
- 2016. Rófusz Ferenc Kossuth Díjas rajzfilmrendező Életmű Kiállítás megnyitó Budapest, Magyarország fotó / film
- 2016. In memoriam David Bowie A38 Budapest, Hungary fotókönyv / film
- 2016. Első Magyar Filmdíj Gála, fotó, film
- 2016-2019. Paloznaki Jazzpiknik, Balaton, Magyarország fotó / film
- 2017. Annex Beach Cannes, Madleine Couture Divatbemutató, fotó / film
- 2017. Névai András fotóművész életrajz fotókönyv
- 2017. Asharti Szabó Andrea énekes életrajz fotókönyv
- 2017. Breznay Pál festőművész & Névai András fotóművész kiállitása, Nagykovácsi Szívtér Kastély fotó /film
- 2017. Gácsi Barna szobrász kiállitása fotó / film Fréjus, Franciaország
- 2017. Szűr-Szabó Edit üvegművész riportfilm / fotó
- 2017. PARIS Galerie Etienne De Causans Breznay Pál / Barna Ilona BIPHOTO kiállitás fotó / film
- 2017. Borszéki Zita divattervező és Zalakovács József festőművész kiállitása megnyitó fotó / film
- 2017. Szentendre Csodái Csendesen adagolva könyvbemutató Erdész Galéria, Barna Ilona BIPHOTO Dunaparti Ősz c. fotó a könyv két oldalán / film / fotó /
- 2018. Whisky Show / film / fotó / Corinthia Hotel Budapest, Hungary
- 2018. 24h Radmarathon Grieskirchen Foto / film
- 2018. Association 36th Division Infanterie du Dramont, France fotó / film
- 2018. Monaco Grand Prix Celebration foto / film
- 2018. MC Divatbemutató Nikki Beach at Fairmont Monte Carlo, foto / film
- 2018. Farkas József sportfotográfus Jubileumi Kiállitás Megnyitó / film / fotó
- 2018. Ivan Hor festőművész kiállitása fotó, film, fotókönyv Budapest Pintér Galéria
- 2018. Amis en Hor Saint-Tropez Retrospective, Ivan Hor 50 Jubileumi kiállitása fotó / film
- 2018. Pesti Nő könyvbemutató / Book Premier Women of Budapest Capa Center fotó / film
- 2018. Kaiser Otto író - Sárközi Mátyás fotóművész könyvbemutató - Provence Cote d'Azur 2018 - Jókai Anna Szalon Budapest, Magyarország foto / film
- 2018. Pável-Grósz Zoltán festőművész kiállitása / Budapest Benczúr Ház / fotó / film
- 2018. 7+7 sikeres ... / Visszaemlékezés a RETRO Magyar Divat sztár modelljeire, fotósaira - Vámos Magda (divattervező)   Magyar Divat Szövetség Elnöke meglepetésekkel teli estje fotó / film
- 2018. Takács Atelier Születésnapi Parti film / fotó Budapest, Magyarország
- 2018.12.08. Magyar Női Unió Egyesület - Belvárosi Nagyboldogasszony Főplébánia Dr Osztie Zoltán atya Nőkért és a Családokért  Józsa Judit Galéria fotó / film - Budapest, Magyarország
- 2019.02.08. FÜLES Tóth József (1940.05.25) karikaturista, fotóművész Életmű Kiállitása, Legendás Fotómodellek a XX. századból Klebelsberg Kulturkúria, Budapest, Magyarország /fotó / film
- 2019.05.19. 72. Nemzetközi Film Fesztival [Alain Delon (1935.11.08.) francia színész, filmrendező, producer Arany Pálma-életműdíj] Cannes, Franciaország /fotó / film
- 2019.07.9-11. ROLEX CUP GIRAGLIA Vitorlázó Verseny Saint Tropez, Franciaország /fotó / film
- 2020.01.11. III. Pest Megye Szépe, Szépségkirálynő Választás, Munkácsy Mihály Művelődési Ház, Törökbálint, Magyarország / film / fotó
- 2020.03.14. Saint Malo Le Francais 1948 (ex-Kaskelot) három árbocos vitorlás - Port de Saint Tropez, Franciaország - Jean-Baptist Charcot (1867-1936) - Marine Evénements de Madame Manipoud Charcot kiállítás - Első vitorlabontás ezen a vidéken a közönség részére a nyílt tengeren Saint Tropez kikötőjéből indulva. / fotó /film
- 2020. 08. 01. YANN ARTHUS-BERTRAND photographer exhibition Saint Tropez, France Salle Jean Despas Place des Lices (film, fotó)
- 2020. 09. 5-6. ELEKTRA FUTURE MOTOCROSS Saint Tropez, France Place des Lices (film, fotó)
- 2020. 09.18-19. CAVAL'EAU JET Cavalaire-sur-Mer, France (film, foot)
- 2020. 10. 01-07. CED VERNAY PIXEL ART exposition du Lavoir Vasserot - Saint Tropez, France (film, fotó)
- 2020. szeptember 27-október 09. 22e Voiles de Saint Tropez, France (film, fotó)
- 2021. szeptember 11-12. Sail GP Grand Prix, Saint-Tropez, France (film, fotó)
- 2021. szeptember 25. - október 09. / 23. Voiles de Saint-Tropez, France (film, fotó)
- 2022. május 16-18. "464e BRAVADE" Saint-Tropez, France (film,fotó)
- 2022. május 16-27. "75e Festival de Cannes Opening Ceremony" Cannes, France (film,fotó)
- 2022. június 9-18.  "69e LA ROLEX GIRAGLIA CUP" Saint-Tropez, France (film, fotó)
- 2022. június 23 - július 09. "XXI TROPHEE BAILLI DE SUFFREN Opening Ceremony" Saint-Tropez, France (film, fotó)
- 2022. szeptember 10-11 ROLEX, RANGE ROVER SAILGP Saint-Tropez, France (film, fotó)
- 2022. 24éme Edition Voiles Saint-Tropez, France (film,fotó)
- 2022. 29éme Ediiton Parade Porsche Saint-Tropez, France (film, fotó)
- 2023. május 16-27. "76e Festival de Cannes Opening Ceremony" Cannes, France (fotó)
- 2023. június 9-14. "70e LA ROLEX GIRAGLIA CUP" Saint-Tropez, France (film, fotó)

## Fotósai

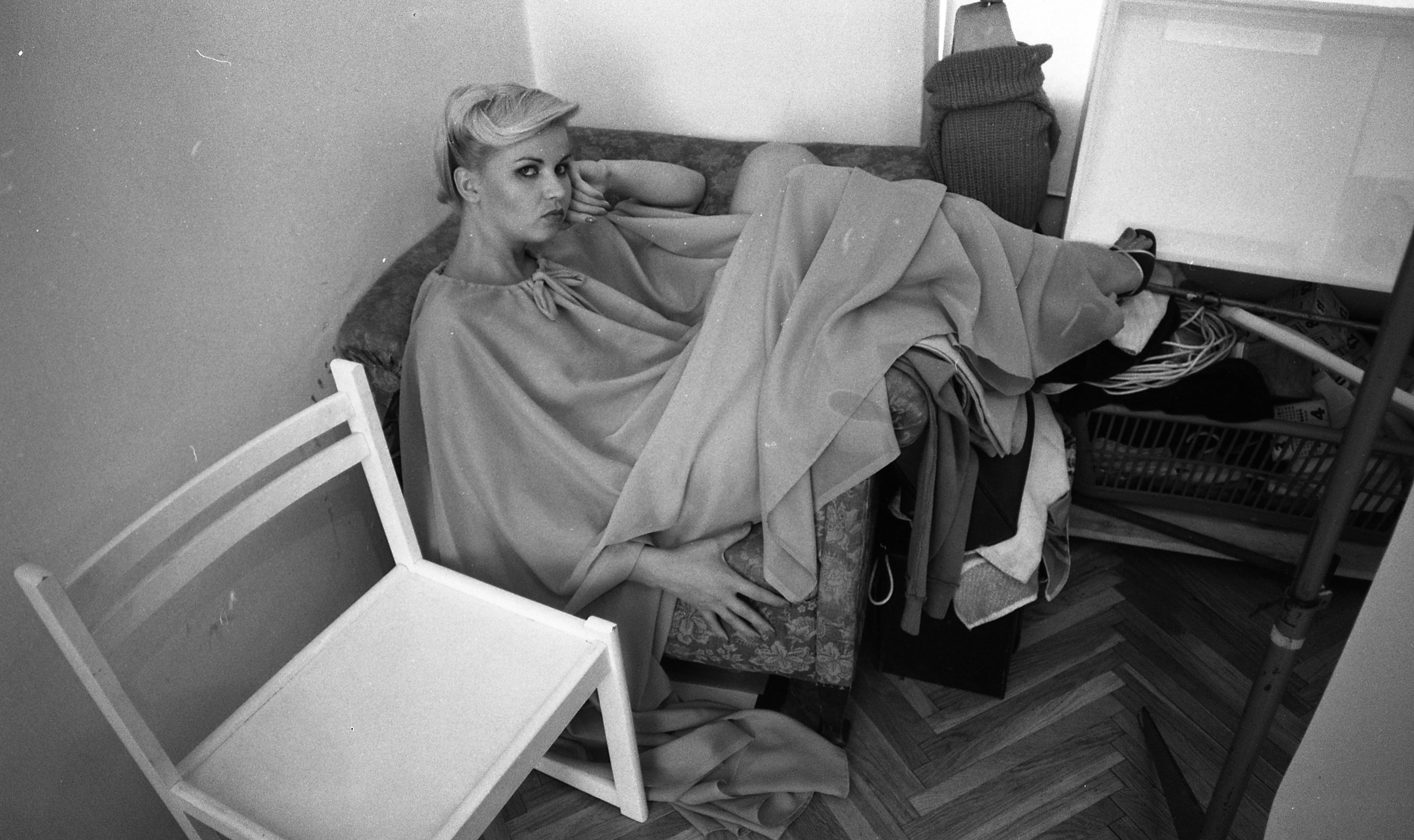
Barna Ilona (1979), Urbán Tamás fényképe

Bacsó Béla, Fábry Péter, Lengyel Miklós, Módos Gábor, Novotta Ferenc, Rózsavölgyi Gyöngyi, Tóth József, Horváth Dávid, Rákoskerti László fotóművészek.

## Fontosabb fotói, megjelenései
Élete során számos újságcikk, címlap, divatbemutató, reklámfotó, reklámfilm, plakát jelent meg róla. Részletesen:

### Utcai plakátok, lemezborítók, kártyanaptárak
- 1979 Centrum Áruház, kártyanaptár (Fotós: Fábri Péter)
- 1984 Sztár Tonik üdítőital (Fotós: Módos Gábor fotóművész)
- 1985 CSÉB életbiztosító plakátja (Fotós: Füles, Tóth József)
- 1985 Lemezborító: Huszka Lili Bárónő (Fotós: Füles, Tóth József)

### Címlapok és újságfotók
- Ez a Divat, Nők Lapja, Lobogó, Magyar Ifjúság, Füles és más hetilapok

### Statisztaként
- Jancsó Miklós rendező játékfilmjeiben Koncz Gábor, Tordy Géza, Dózsa László mellett

### Divatbemutatók
- Rotschild Szalon (Rotschild Klára)
- Budapest Szalon (Borszéki Zita divattervező)
- Magyar Divat Intézet
- Luxus Áruház
- Skála Budapest Nagyáruház
- Május 1. Ruhagyár

## Díjai, kiállításai
- Culinaris Fotópályázat – I. díj (2011)
- BA-HA-MA's Fotópályázat – II. díj (2011)
- Artfavorite Photo Awards (2012)
- Photographers Best Awards (2012)
- PIXOTO Awards (2014)
- Franciaország, Gourin Le Chateau de Tronjoly Kiállítás "Fire, Water, Earth" (2014)
- Bulgária, Rádio Shumen Kiállítás "Fire, Water, Earth" (2014)
- Törökország, "I'm walnut tree" Kiállítás (2014)
- USA, New York, 6x6 RoCo Kiállítás (2014)
- Paris, France CAFÉ DE FLORE Boulvard Saint-Germain BIPHOTO Exposition (2016)
- Paris, France BRASSERIE LIPP Boulvard Saint-Germain BIPHOTO Exposition (2016)
- Paris, France Galerie Etienne de Causans 25, rue Seine 75006 Paris BIPHOTO Exposition 2017. - Pál Breznay Peintre, CROATIE 2016.